# The Divine Fury
The Divine Fury (사자사자?, SajaLR) è un film sudcoreano horror e d'azione del 2019 scritto e diretto da Kim Joo-hwan. Gli attori principali sono Park Seo-joon, Ahn Sung-ki and Woo Do-hwan. Il film è uscito nelle sale il 31 luglio 2019.

## Trama
Il film racconta la storia di Yong-hoo, un campione di arti marziali che ottiene poteri divini per combattere contro una potente forza del male. Dopo un'infanzia tragica, che ha comportato la morte dei suoi genitori, Yong-hoo ha nutrito un profondo risentimento verso l'Onnipotente. Dopo un combattimento negli Stati Uniti, comincia ad avere delle stigmate che lo costringono a cercare l'aiuto del sacerdote Ahn. Il sacerdote, che è un esorcista, vede un potenziale in Yong-hoo quando scopre il suo potere. I due diventano partner e combattono fianco a fianco.

## Produzione
Il film, precedentemente conosciuto con il titolo inglese Lion, è stato diretto e scritto da Kim Joo-hwan (meglio conosciuto come Jason Kim). La sceneggiatura è stata letta per la prima volta il 14 agosto 2018. I due attori Park Seo-joon e Jason Kim avevano già lavorato insieme nel film Midnight Runners. Le riprese sono iniziate il 15 agosto 2018 e si sono concluse nel dicembre dello stesso anno,  mentre la casa di distribuzione cinematografica è Lotte Entertainment.